# Батальський монастир

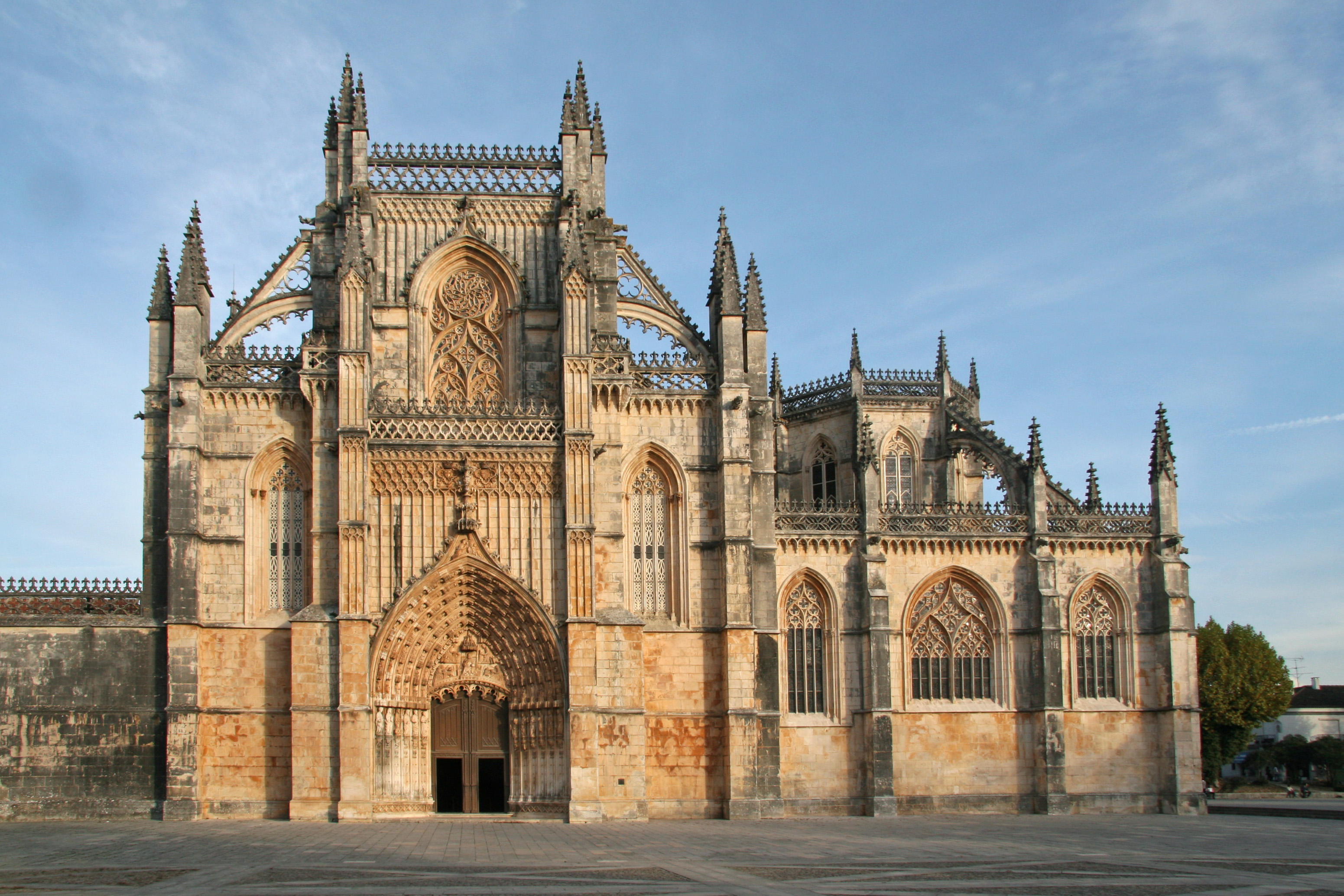
Фасад церкви.

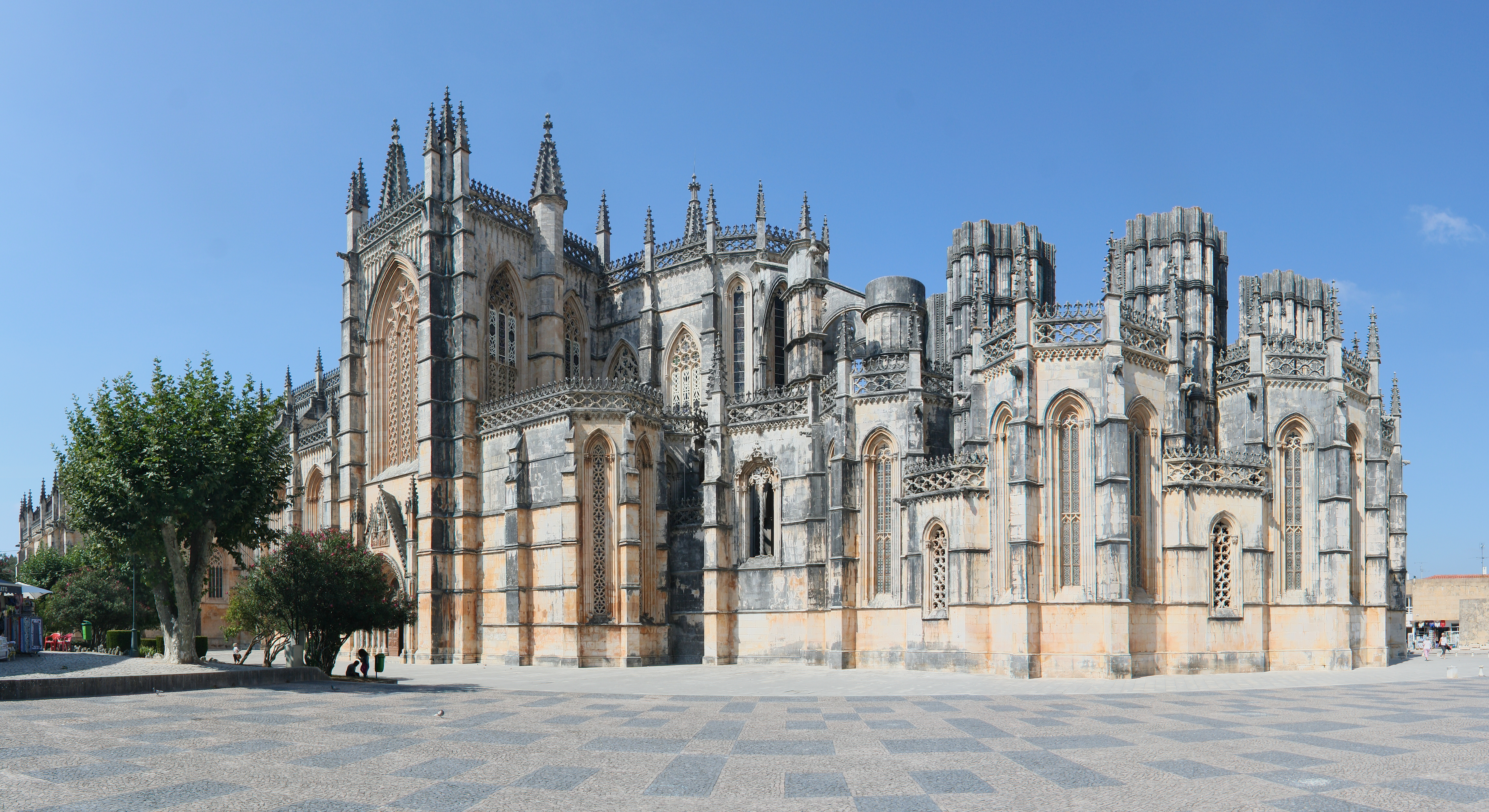
Апсиди церкви.

39°39′33″ пн. ш. 8°49′34″ зх. д. / 39.659166666667° пн. ш. 8.8261111111111° зх. д.
Бата́льський монасти́р (порт. Mosteiro da Batalha) — колишній католицький домініканський монастир у Португалії, у муніципалітеті Баталя. Повна назва — Монасти́р свято́ї Марі́ї-Перемо́жниці. Закладений королем Жуаном І на згадку про переможну битву португальців над кастильцями при Алжубарроті 1385 року. Присвячений Діві Марії, якій монарх завдячував перемогою. Будувався понад століття, протягом 1386—1517 років, за правління 7 португальських королів, зусиллями 15 архітекторів. У XV столітті 80-метрова монастирська церква використовувалася як усипальниця членів Авіського королівського дому. Один із найкращих зразків португальської пізньої готики та мануельського стилю. З 1980 року використовується як музей. Національна пам'ятка Португалії (1907), об'єкт Світової спадщини ЮНЕСКО (1983).

## Назва
- Батальський монастир (порт. Mosteiro da Batalha) — сучасна коротка назва
- Монастир святої Марії-Переможниці (порт. Mosteiro de Santa Maria da Vitória) — офіційна назва.
- Віторійський монастир (порт. Moesteiro da Vitoria) — стара назва, зустрічається в документах XVI ст[5].

## Історія

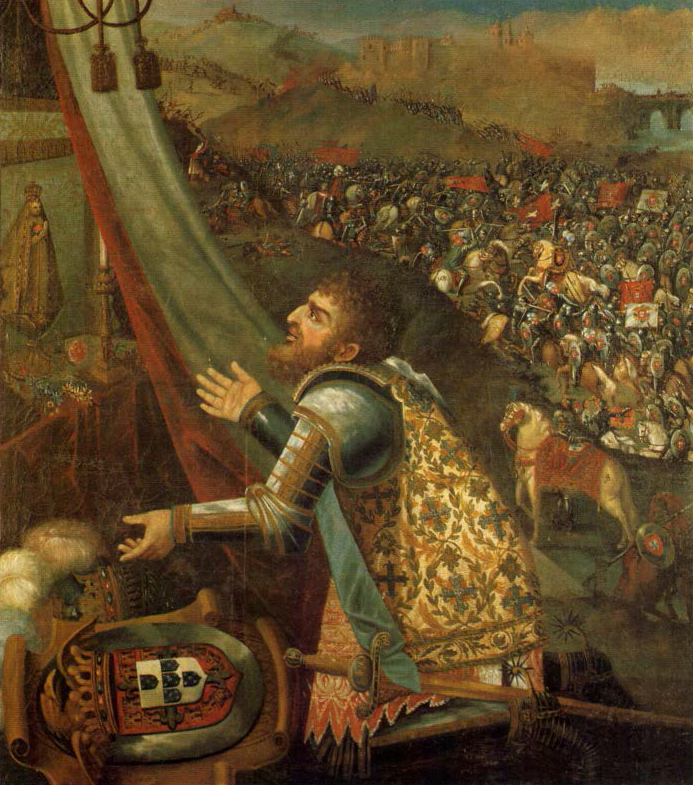
Жуан І молиться Діві Марії за перемогу.

Батальський монастир був закладений наприкінці 1385 року з волі португальського короля Жуана І, на знак подяки Діві Марії за перемогу Португалії над кастильцями в битві при Алжубарроті. Ця битва поклала край домаганням Кастилії на португальську корону й остаточно утвердила авторитет нової португальської династії з Авіського дому.
Будівництво домініканського монастиря в Баталі почалося 1386 року. Ним керував португальський архітектор Афонсу Домінгеш. До 1402 року він склав загальний план монастиря, частину композицій монастирської церкви і клуатр. Афонсу працював у стилі французької променистої готики, але також використовував англійські архітектурні мотиви. У 1402—1438 роках будівництво очолював архітектор каталонського походження. Він спроектував полум'яний готичний фасад, купол дому капітули, Каплицю засновника (порт. Capelo do Fundador), основну композицію Недовершених каплиць (порт. Capelas Imperfeitas), а також північний і східний нефи основної будівлі монастиря. Зусиллями каталонця висота нефів церкви була піднята до 32,46 м. Протягом 1448—1477 років монастир розбудовували під керівництвом португальського архітектора Фернана Еворського, який прибудував до монастиря клуатр Афонсу V (порт. Claustro D. Alfonso V). Його наступником у 1480—1515 роках був Матеуш Фернандеш Старший. Разом із французом Діогу де Бойтаком він звів у мануельському стилі Недовершені каплиці та масверки аркад Королівського клуатру (порт. Claustro Real). Основний монастирський ансамбль завершили 1517 року. Його розширення зупинилося через рішення португальського короля Мануела І, що прагнув довершити Лісабонський монастир єронімітів.
1755 року Батальський монастир постраждав від Лісабонського землетрусу. Найбільших збитків було завдано французькими військами під проводом Андре Массени в ході Піренейської війни 1810—1811 років, які пограбували й спалили обитель. 1834 року ліберальний португальський уряд заборонив діяльність католицьких чернечих орденів, внаслідок чого домініканці покинули Баталю і монастирський комплекс остаточно прийшов у занепад.
1840 року португальський король Фернанду II наказав відреставрувати готичну церкву монастиря та ліквідувати руїни господарських будівель. Реставраційні роботи тривали до початку ХХ століття. Одним із останніх архітекторів, відповідальних за відновлення монастиря, був Жозе Патросініу де Соза.
1907 року відреставрований Батальський монастир отримав статус національної пам'ятки, а 1980 року став музеєм. 1983 року він увійшов до списку об'єктів Світової Спадщини ЮНЕСКО.

## План
|  | 1. Готичний портал 2. Церква Діви Марії-Переможниці 3. Каплиця засновника 4. Капітул (могила невідомого солдата) 5. Королівський клуатр 6. Вбиральня 7. Трапезна (музей невідомого солдата) 8. Гуртожиток 9. Клуатр Афонсу V 10. Мануельський вхід 11. Недовершені каплиці 12. Гробниці Дуарте I та Леонори Арагонської 13. Еспланада Жуана ІІІ (зруйнована) 14. Пам'ятник Нуну Алварешу |

## Галерея

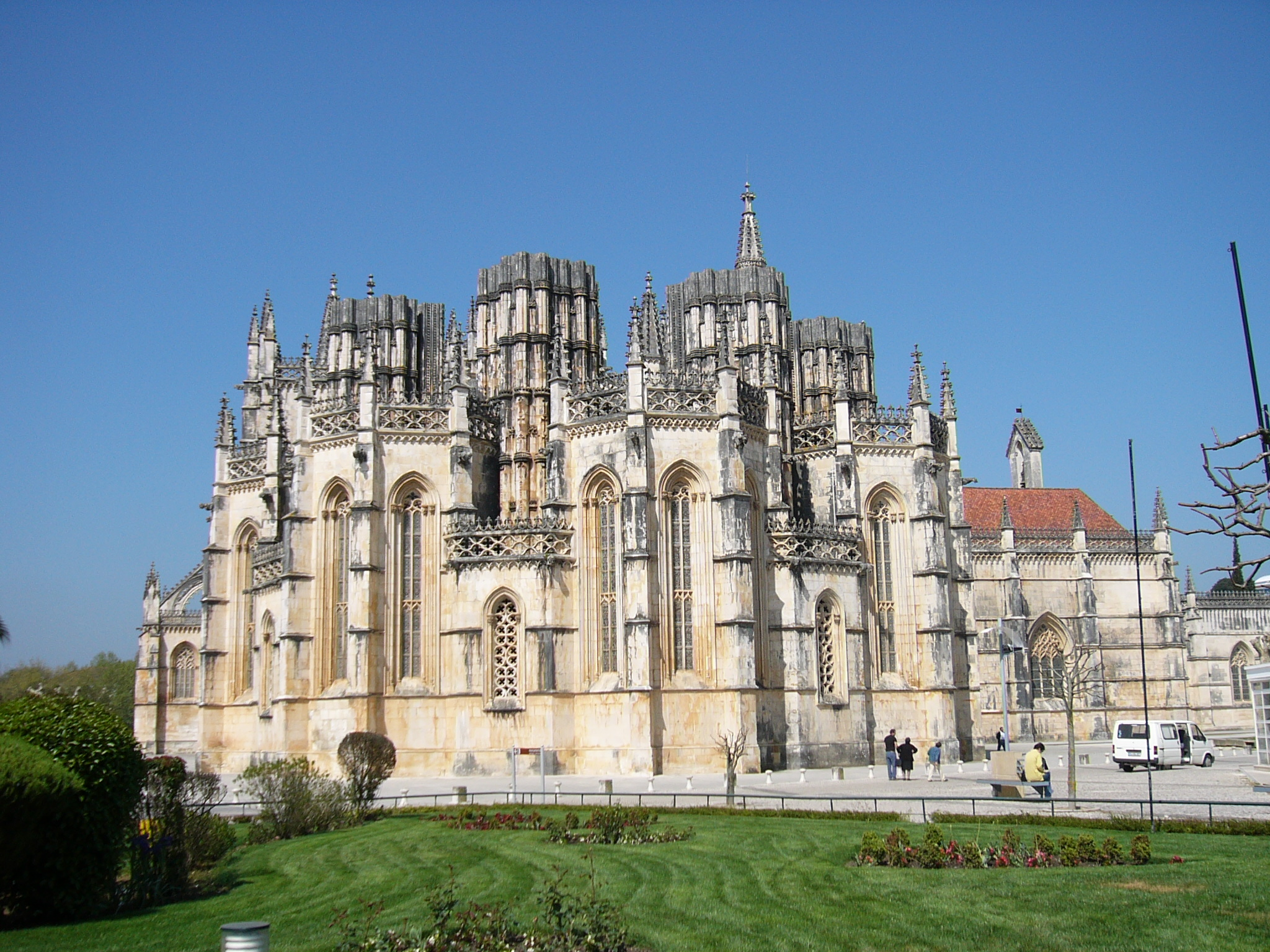
Зовнішній вигляд
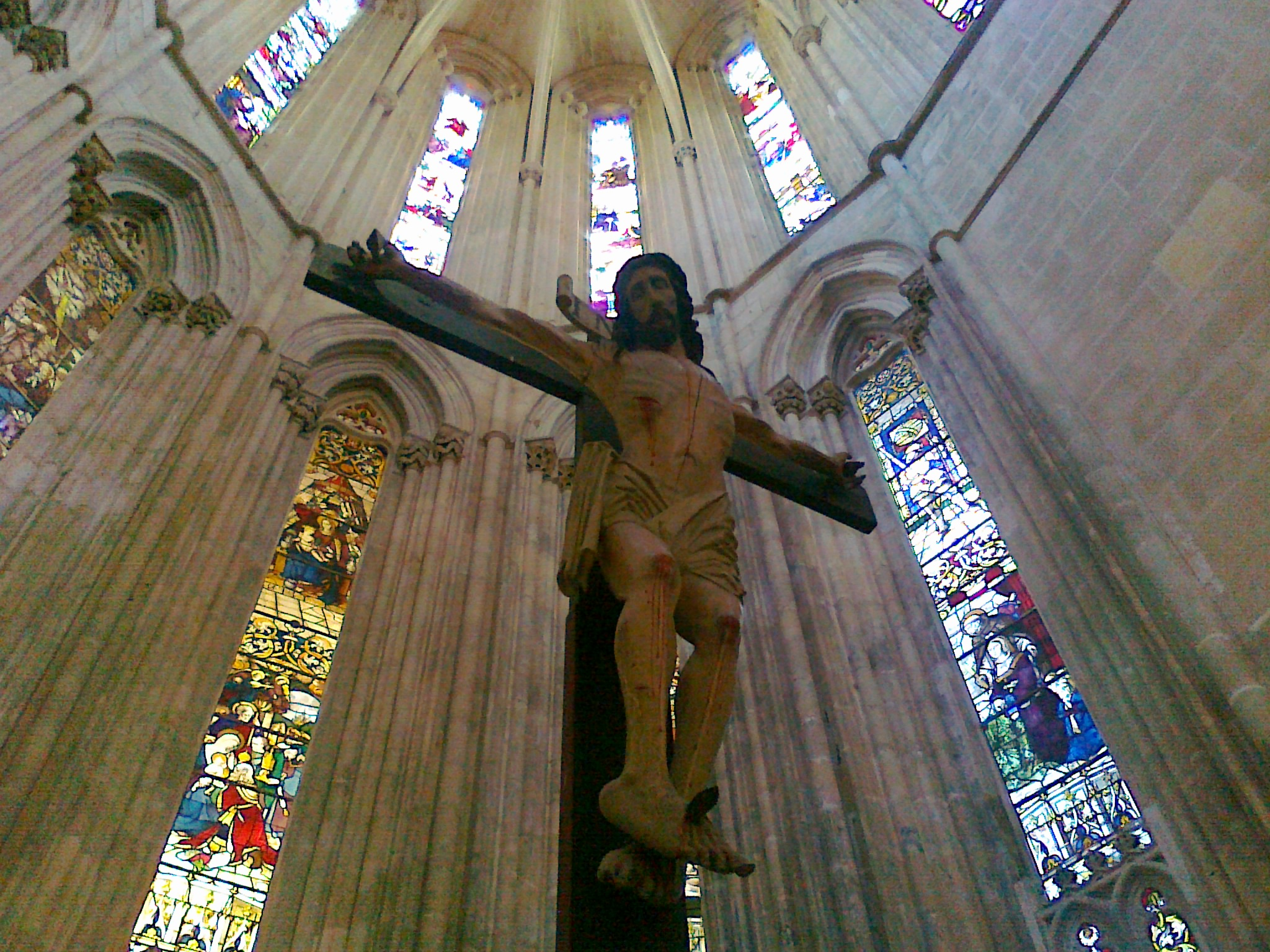
Хрест у вівтарі
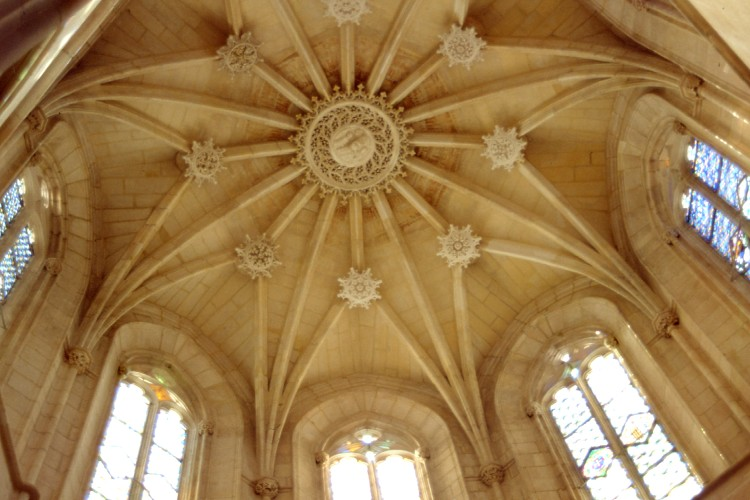
Купол капітули
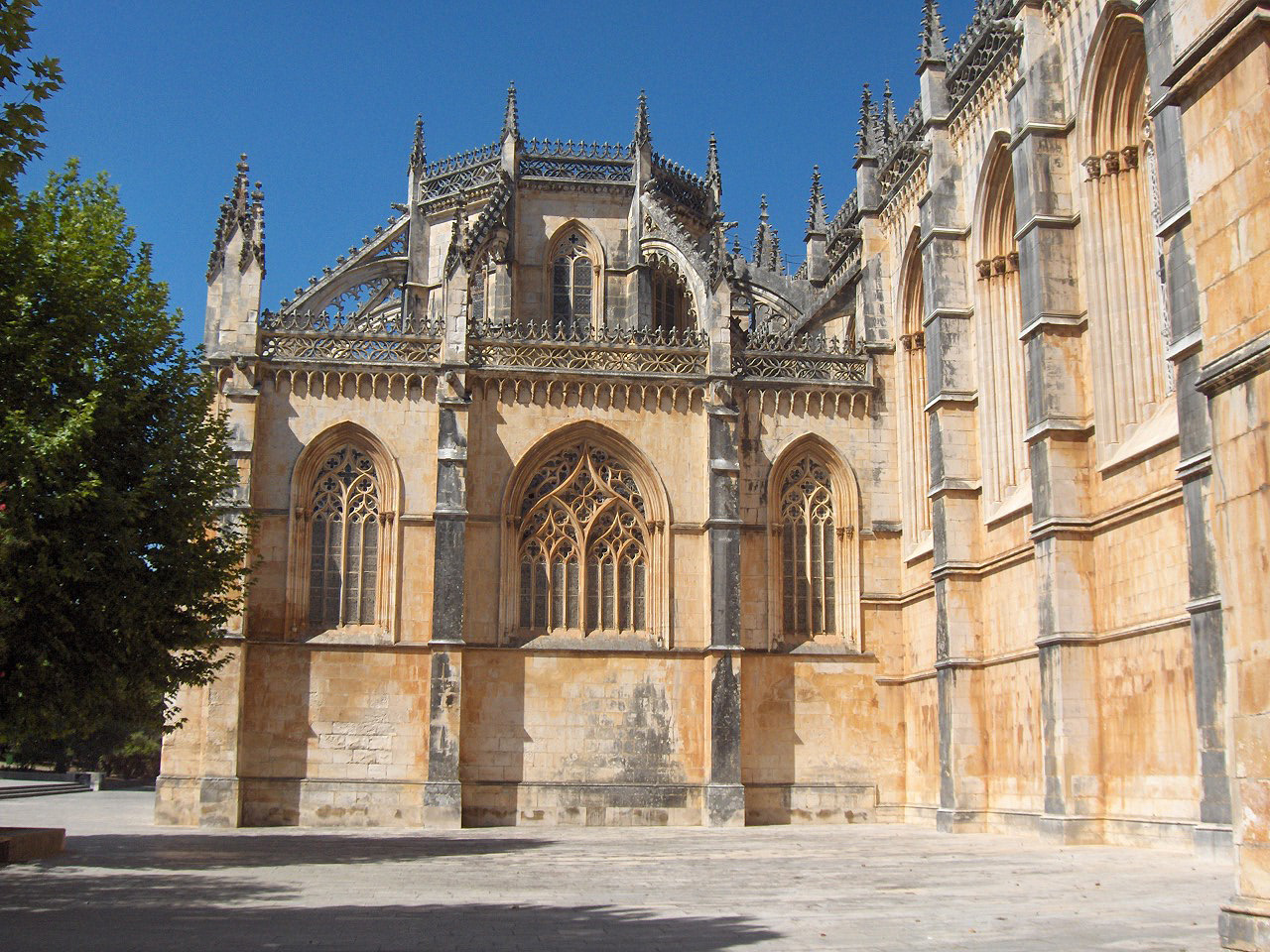
Каплиця засновника
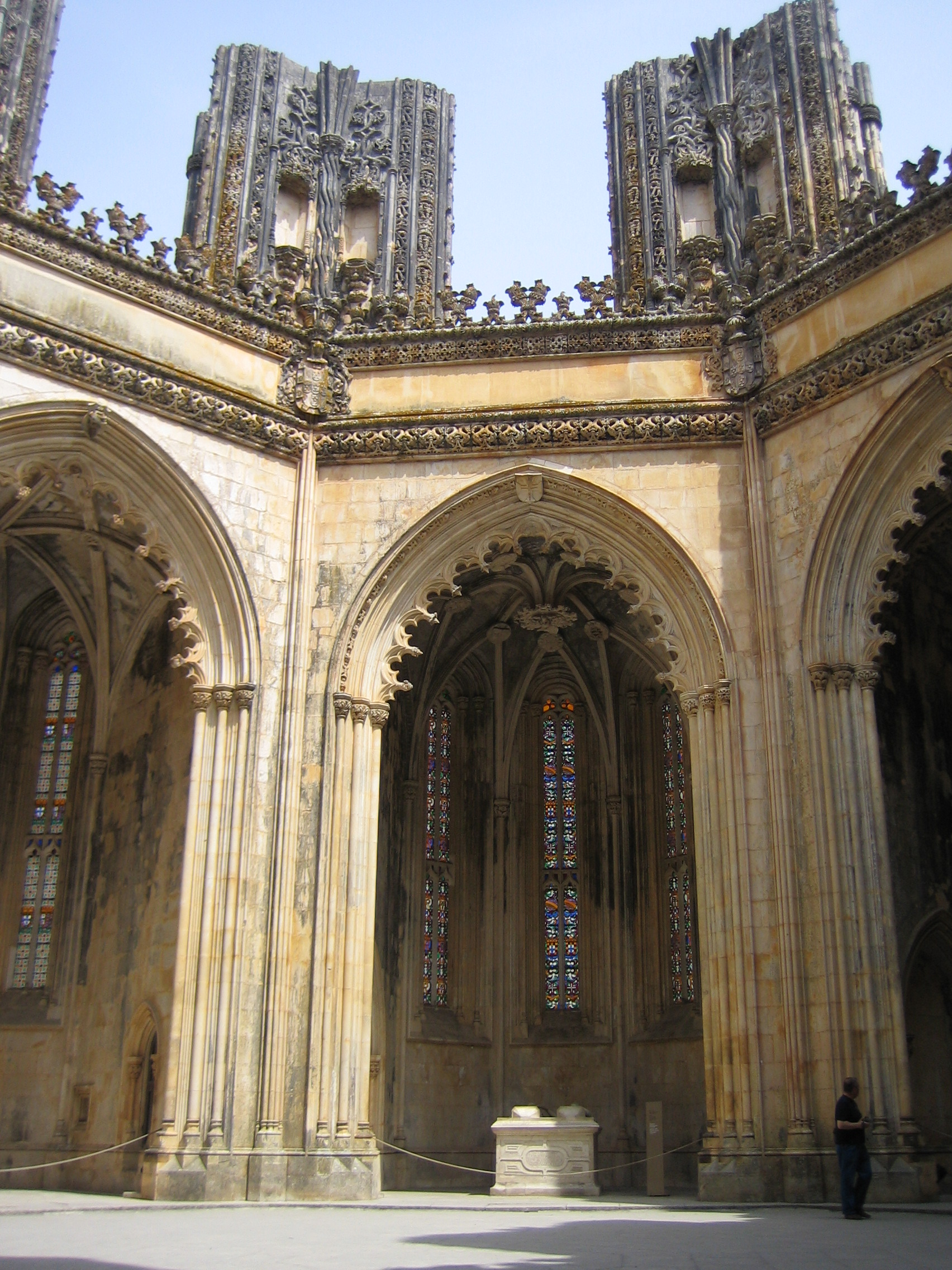
Недовершені каплиці
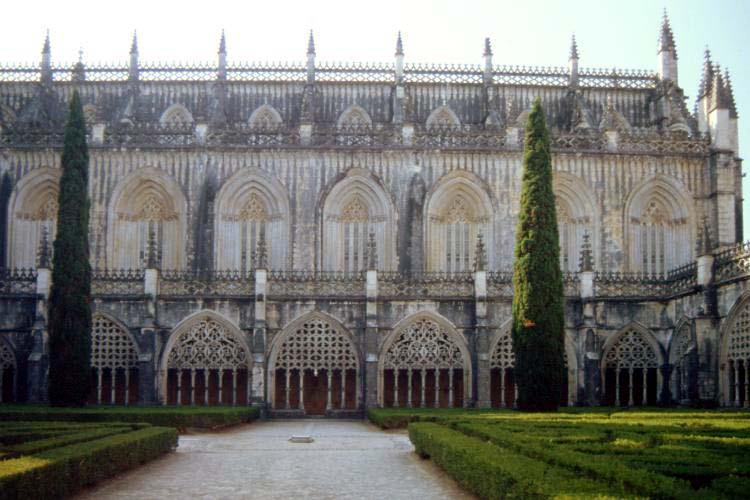
Королівський клуатр
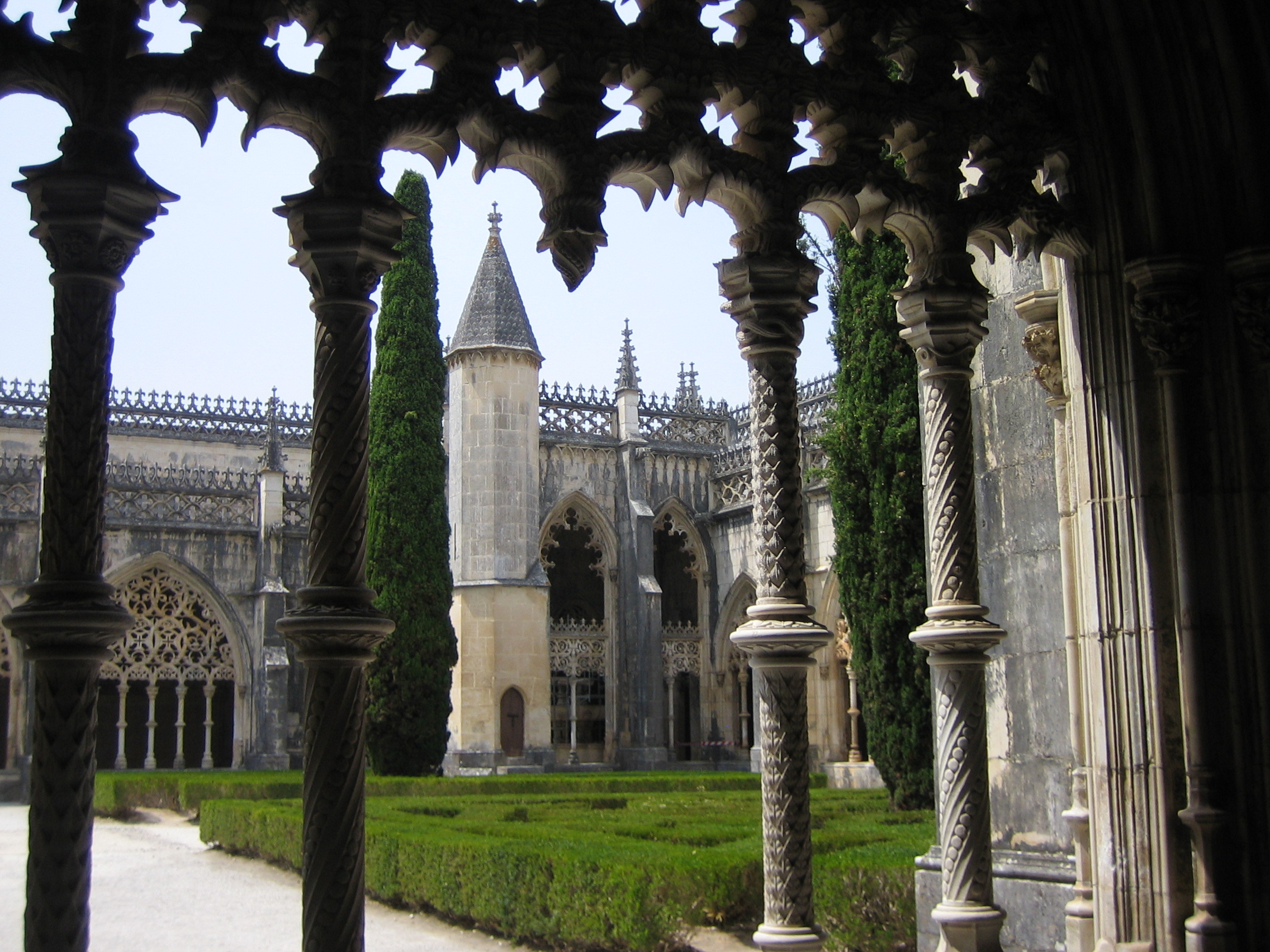
Клуатр

## Поховання
- Жуан I (1357—1433), король Португалії (1385—1433) і його дружина Філіппа (1360—1415), донька ланкастерського герцога Джона Гентського
- Дуарте (1391—1438), король Португалії (1433—1438) і його дружина Леонора (1402—1445), донька арагонського короля Фернандо І
- Педру (1392—1449), герцог Коїмбрський (1415—1449), регент (1439—1449)
- Енріке (1394—1460), герцог Візеуський (1415—1460), магістр Ордену Христа (1420—1460)
- Жуан (1400—1442), конетабль Португалії (1431—1442) і його дружина Ізабела (1432—1455), донька коїмбрського герцога Педру
- Фернанду (1402—1443), адміністратор Авіського ордену (1434—1443)

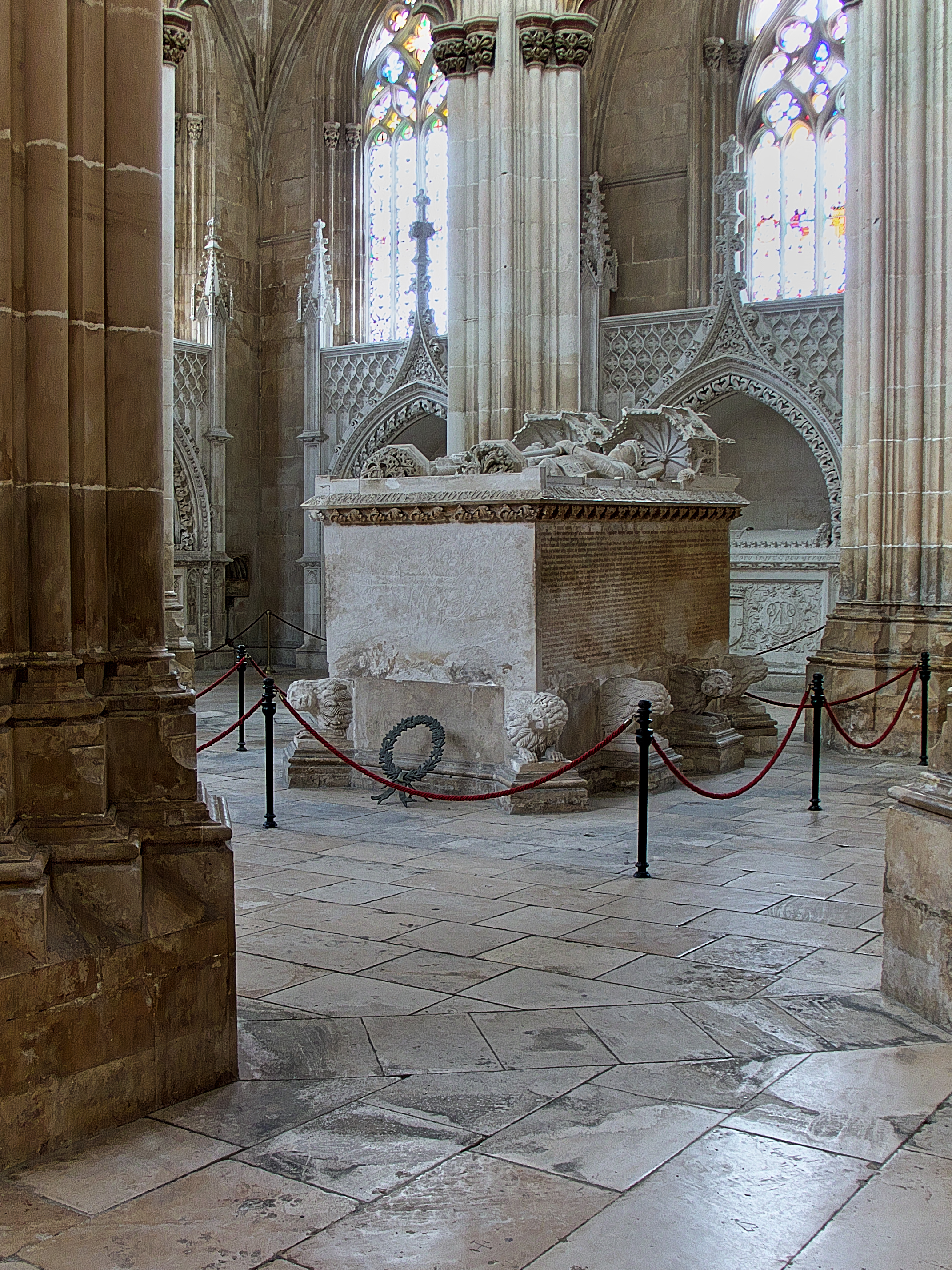
Гробниця Жуана І і Філіппи
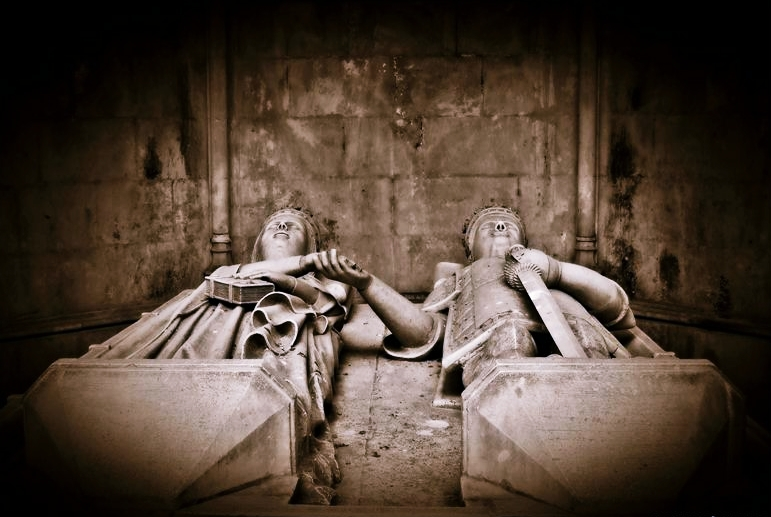
Гробниця Дуарте і Леонори
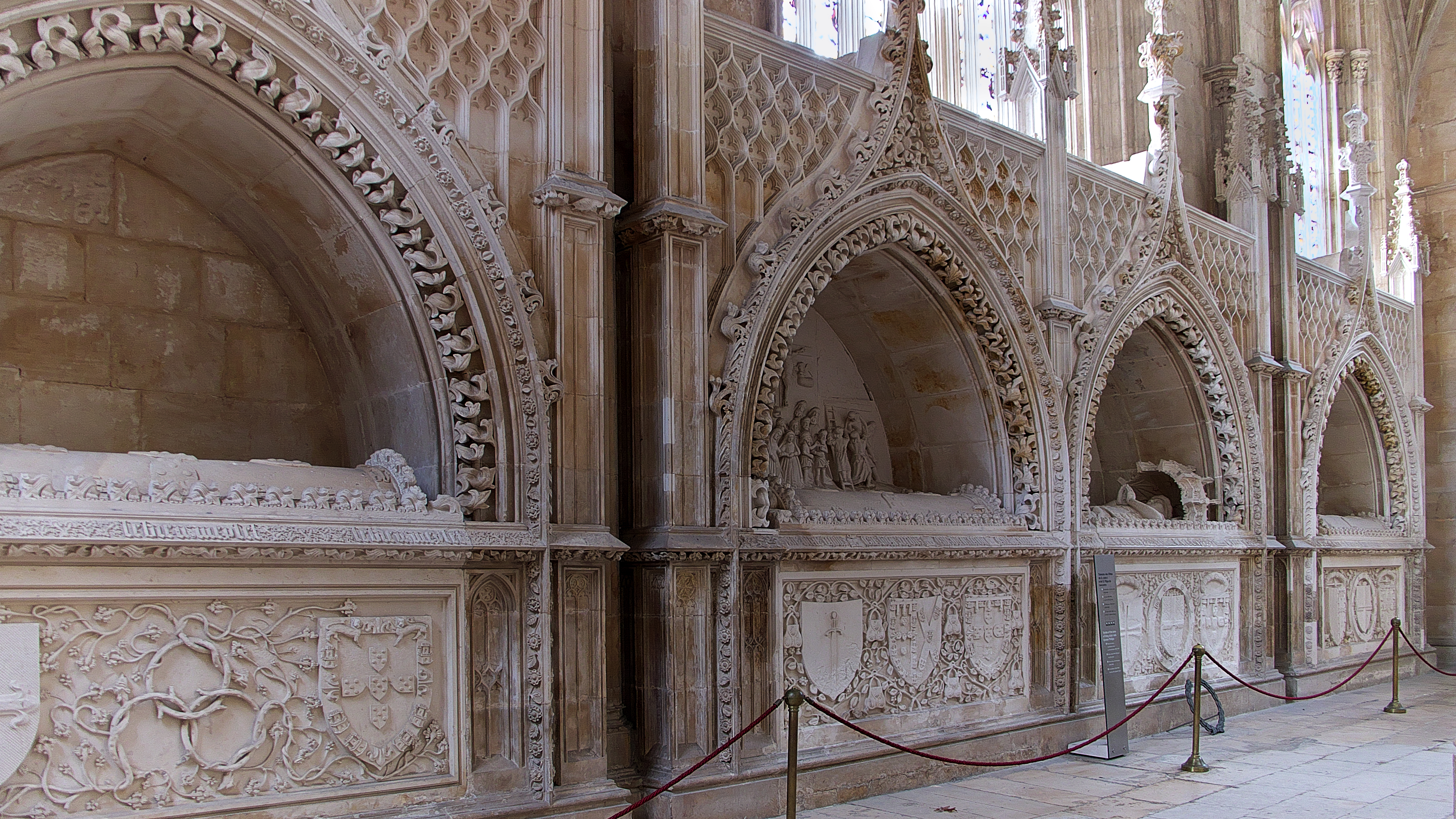
Гробниця Педру
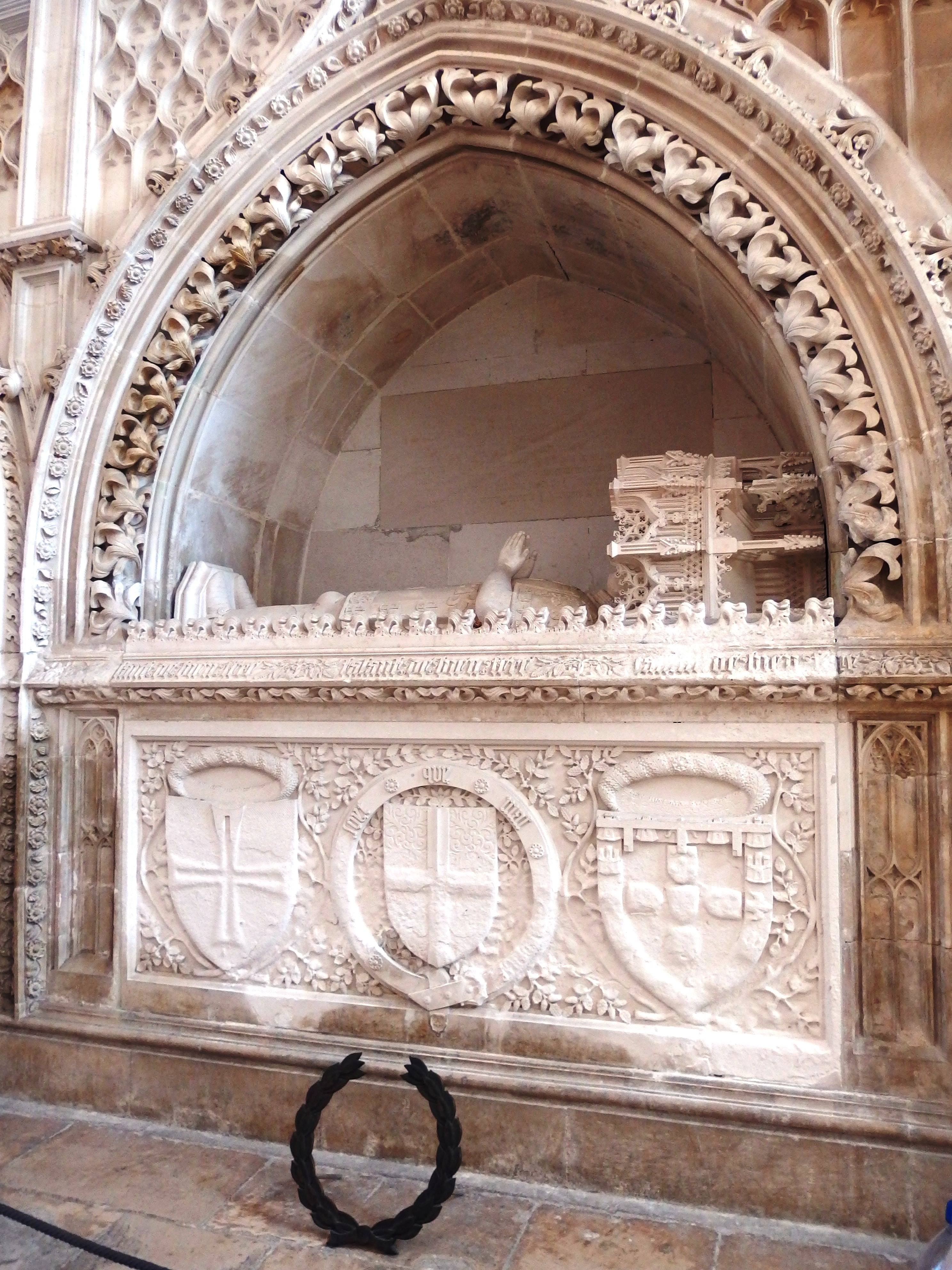
Гробниця інфанта Енріке
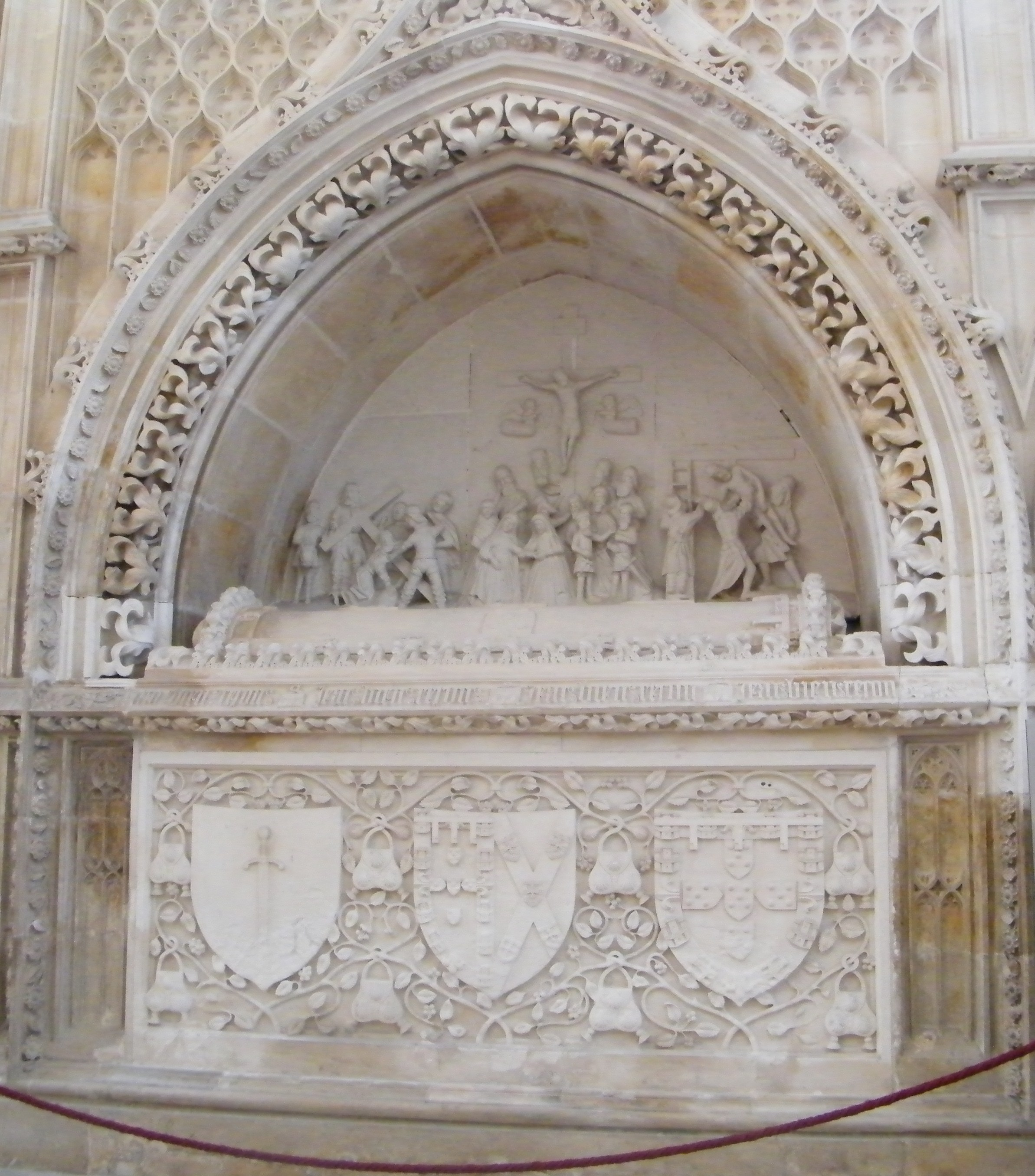
Гробниця інфанта Жуана
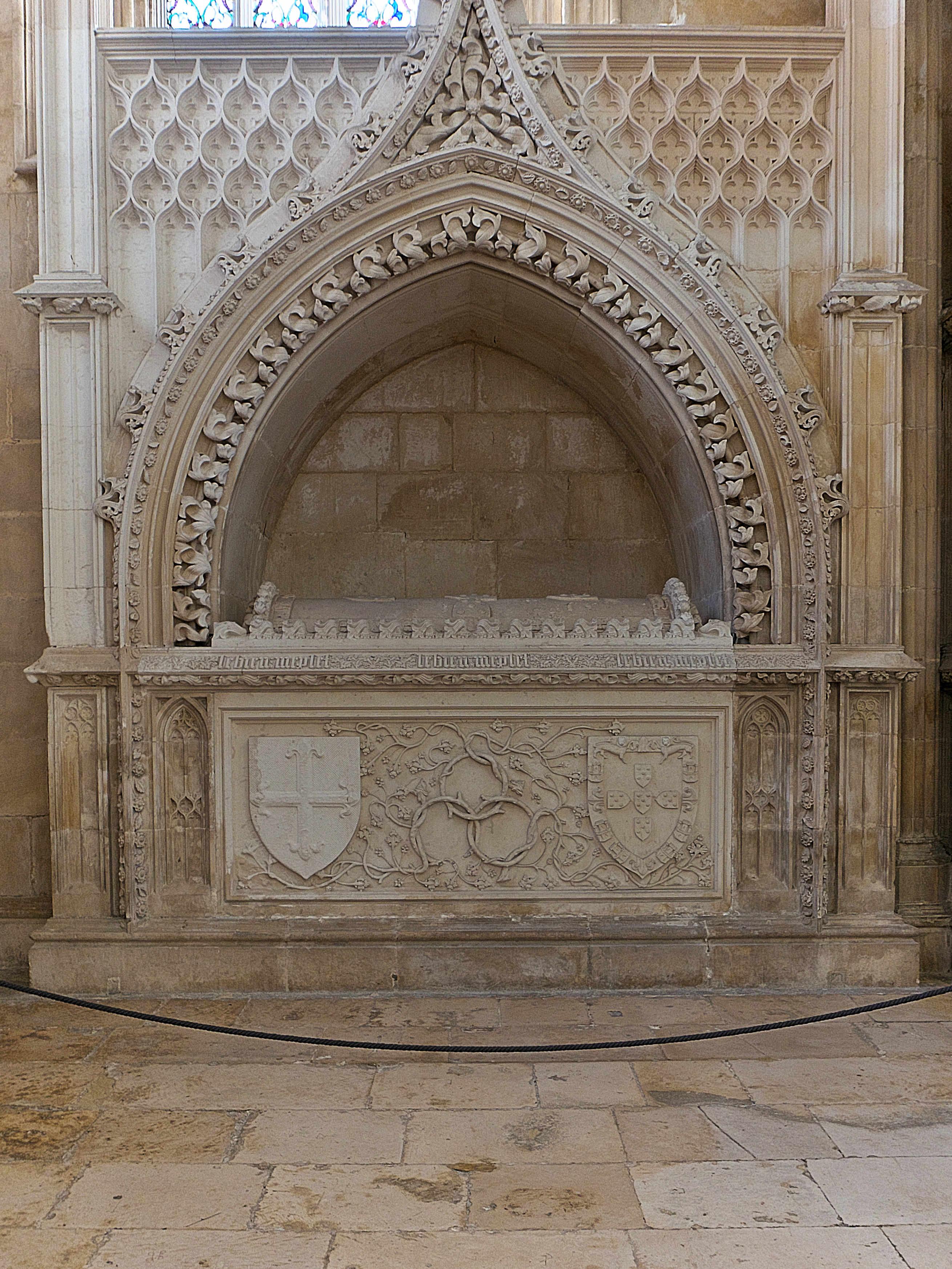
Гробниця інфанта Фернанду